# Торри, Джо
Джозеф Пол «Джо» Торри (англ. Joseph Paul "Joe" Torre, род. 18 июля 1940 года) — американский профессиональный бейсболист, менеджер и бейсбольный функционер. Торри выступал на позициях кэтчера, игрока первой и третьей баз за клубы «Милуоки/Атланта Брэйвз», «Нью-Йорк Метс» и «Сент-Луис Кардиналс». В 1971 году, после того, как он за сезон выбил 240 хитов, набрал 137 RBI и показал среднюю реализацию выходов на биту 29,7 %, Торри был назван самым ценным игроком Национальной лиги.
После завершения игровой карьеры в 1977 году Торри работал менеджером в трёх командах, где он до этого выступал как игрок, после чего работал в «Нью-Йорк Янкис», а закончил карьеру менеджера в 2011 году в «Лос-Анджелес Доджерс». Наибольшего успеха в этом качестве он достиг в «Янкис», где он работал с 1996 по 2007 годы. В это время «Янкис» ежегодно выходили в плей-офф, завоевали десять титулов победителя Восточного дивизиона Американской лиги, шесть раз становились чемпионами Американской лиги и выиграли четыре Мировых серии. За свою карьеру менеджера Торри одержал 2326 побед и по этому показателю занимает пятое место в истории МЛБ. После ухода из «Доджерс» он стал исполнительным вице-президентом по бейсбольным операциям в МЛБ.